# Троїцька сільська рада (Тюльганський район)
Тро́їцька сільська рада (рос. Троицкий сельский совет) — сільське поселення у складі Тюльганського району Оренбурзької області Росії.
Адміністративний центр — село Троїцьке.

## Населення
Населення — 1113 осіб (2019; 1279 в 2010, 1605 у 2002).

## Склад
До складу сільської ради входять:
| Населений пункт     | Населення, осіб (2002) | Населення, осіб (2010) |
| ------------------- | ---------------------- | ---------------------- |
| Андрієвський, хутір | 46                     | 19                     |
| Міждуріч'є, село    | 80                     | 67                     |
| Ніколаєвка, село    | 245                    | 97                     |
| Троїцьке, село      | 1234                   | 1096                   |